# یواس‌اس مریت (ای‌ام‌سی-۹۰)
یواس‌اس مریت (ای‌ام‌سی-۹۰) (به انگلیسی: USS Merit (AMc-90)) یک کشتی بود که طول آن ۹۷ فوت (۳۰ متر) بود. این کشتی در سال ۱۹۴۲ ساخته شد.